# برلی، بارکشر
برلی (به انگلیسی: Burleigh) یک روستا در بریتانیا است که در جنوب شرقی انگلستان واقع شده‌است.